# Нагли (Резекненский край)
На́гли (латыш. Nagļi) — населённый пункт в Резекненском крае Латвии. Административный центр Нагльской волости. Находится на берегу реки Малта. Расстояние до города Резекне составляет около 43 км.
По данным на 2018 год, в населённом пункте проживало 304 человека. Есть волостная администрация, детский сад, народный дом, библиотека, фельдшерский и акушерский пункт, почтовое отделение, магазин, туристический информационный центр, католическая церковь (1862), гидроэлектростанция.

## История
В советское время населённый пункт был центром Нагльского сельсовета Резекненского района. В селе располагался рыбсовхоз «Нагли».